# برانیسلاو ترایکوویچ
برانیسلاو ترایکوویچ (سیریلیک صربی: Бранислав Трајковић؛ زادهٔ ۲۹ اوت ۱۹۸۹) بازیکن فوتبال اهل صربستان است.
از باشگاه‌هایی که در آن بازی کرده‌است می‌توان به باشگاه فوتبال اورداباسی، باشگاه فوتبال وویوودینا، و باشگاه فوتبال پارتیزان اشاره کرد.
وی همچنین در تیم ملی فوتبال صربستان بازی کرده‌است.